# 2square
2Square és l'àlbum debut del duet anglès d'electrònica Vince Clarke & Paul Hartnoll, format pels músics Vince Clarke (fundador de Depeche Mode, Yazoo i des de fa més de 30 anys a Erasure) i Paul Hartnoll (fundador d'Orbital). L'àlbum comptarà amb 8 cançons de les quals, el primer senzill serà Better Have a Drink to Think.

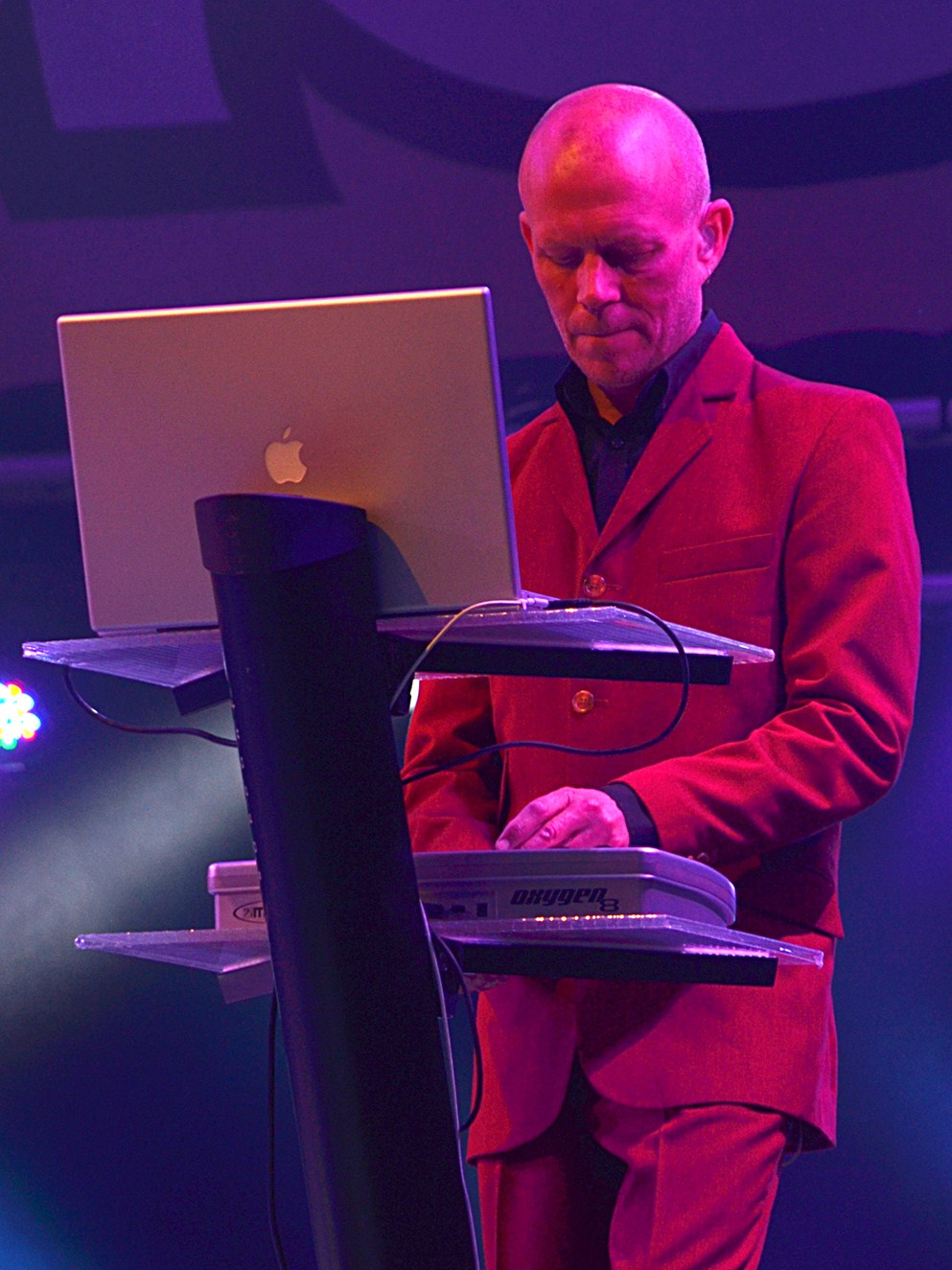
vince clarke

## Llista de temes
1. Better Have a Drink to Think
2. Zombie Blip
3. The Echoes
4. Do-a Bong
5. The Shortcut
6. Single Function
7. All Out
8. Underwater

## Crèdits

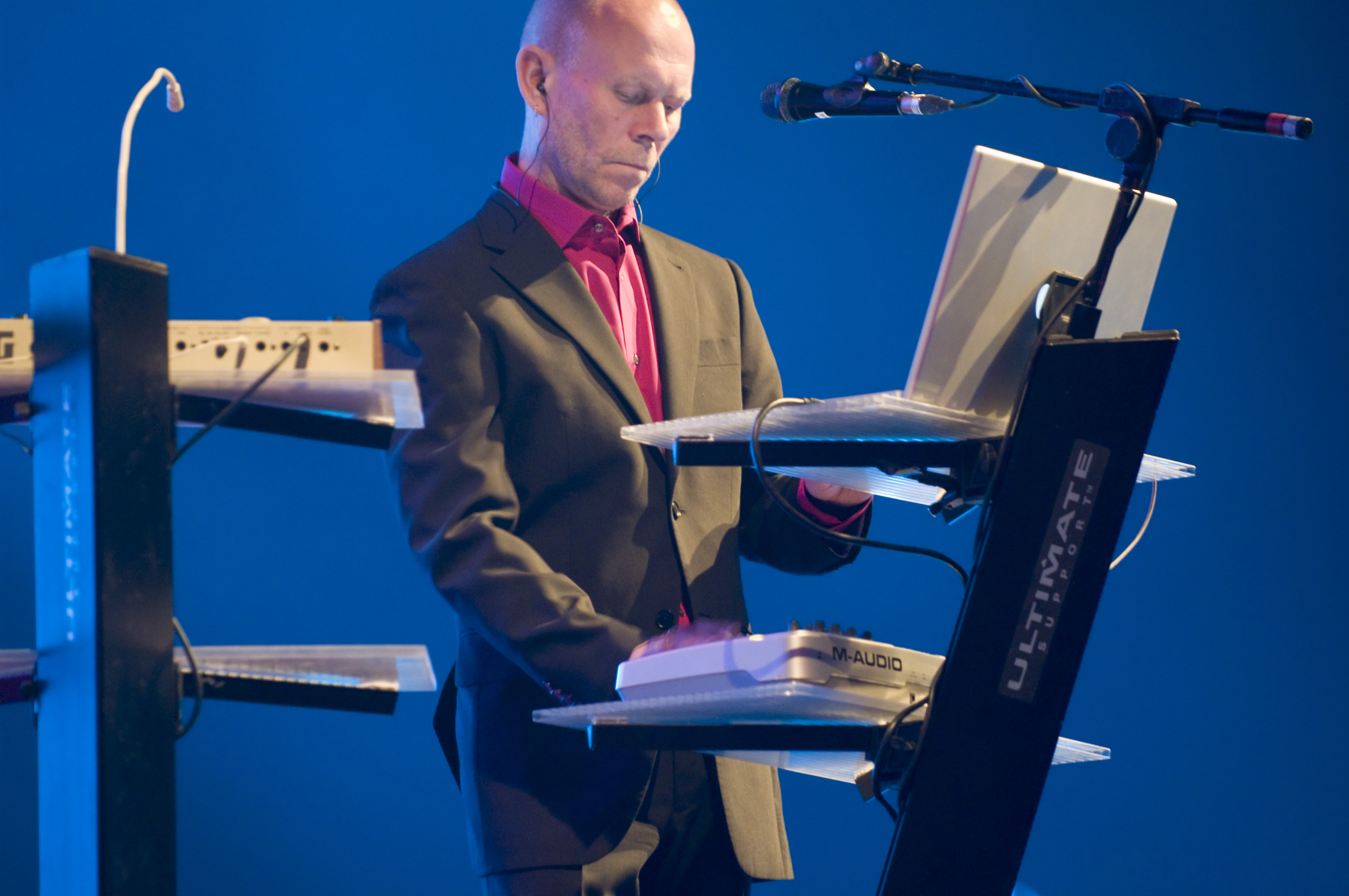
2011 2square

Gravat a The Cabin a Brooklyn i Paul 's Studio a Brighton. Barrejat a Brighton i masteritzat a Brooklyn.
Veu en 'All Out': Kenya Hall.
Trompeta a 'Do-a-Bong': Joe Aucland.
Art: Amander Chiu.
Catering: Feedwells (local cafe)
Sintetitzadors usats per Paul Hartnoll: Macbeth M5N, Sunsyn mk2, Arp 2600, Elektron Analog Keys, Korg Arp Odyssey i Moog Sub Phatty.
Synths usats per Vince Clarke: Pro One, Roland System 700, Serge Modular, Dave Smith Mopho, Mini Moog i Wardolf Premi.
'The Echoes' va ser originalment concebut com un comercial de Rolex.
'Do-a-Bong' va ser programat majorment a Jamaica.